# Соколове (Чугуївський район)
Соколо́ве (до 23 серпня 1971 — Соколів) — село в Україні, у Зміївській міській громаді Чугуївського району Харківської області. Населення становить 1464 осіб. До 2020 орган місцевого самоврядування — Соколівська сільська рада. До Соколівської сільської ради входили також такі селища як Бірочок, Вилівка, Глибока Долина та Гришківка

## Географія
Село Соколове лежить на правому березі річки Мжа, вище місця впадання в неї річки Велика Вилівка. Русло річки звивисте, утворює багато лиманів і заболочених озер, зокрема озера Колода, Хворостанне, Комарова Яма. Вище за течією на відстані 5 км лежить село Колісники, нижче за течією на відстані 5 км — село Водяхівка, на протилежному березі — село Миргороди. За 6 км розташовані залізничні станції Платформа 16 км і Спасів Скит. Через село проходить автомобільна дорога Т 2112.

## Герб
Герб являє собою геральдичний французький щит, горизонтально поділений навпіл. Кольори цих частин збігаються з кольорами прапора України. У верхній частині зображено сокола як символ села. У нижній частині зображені схрещені козацькі шаблі як символ козацького минулого села, яке було сотенним містечком Соколівської сотні Харківського слобідського козацького полку.

## Історія

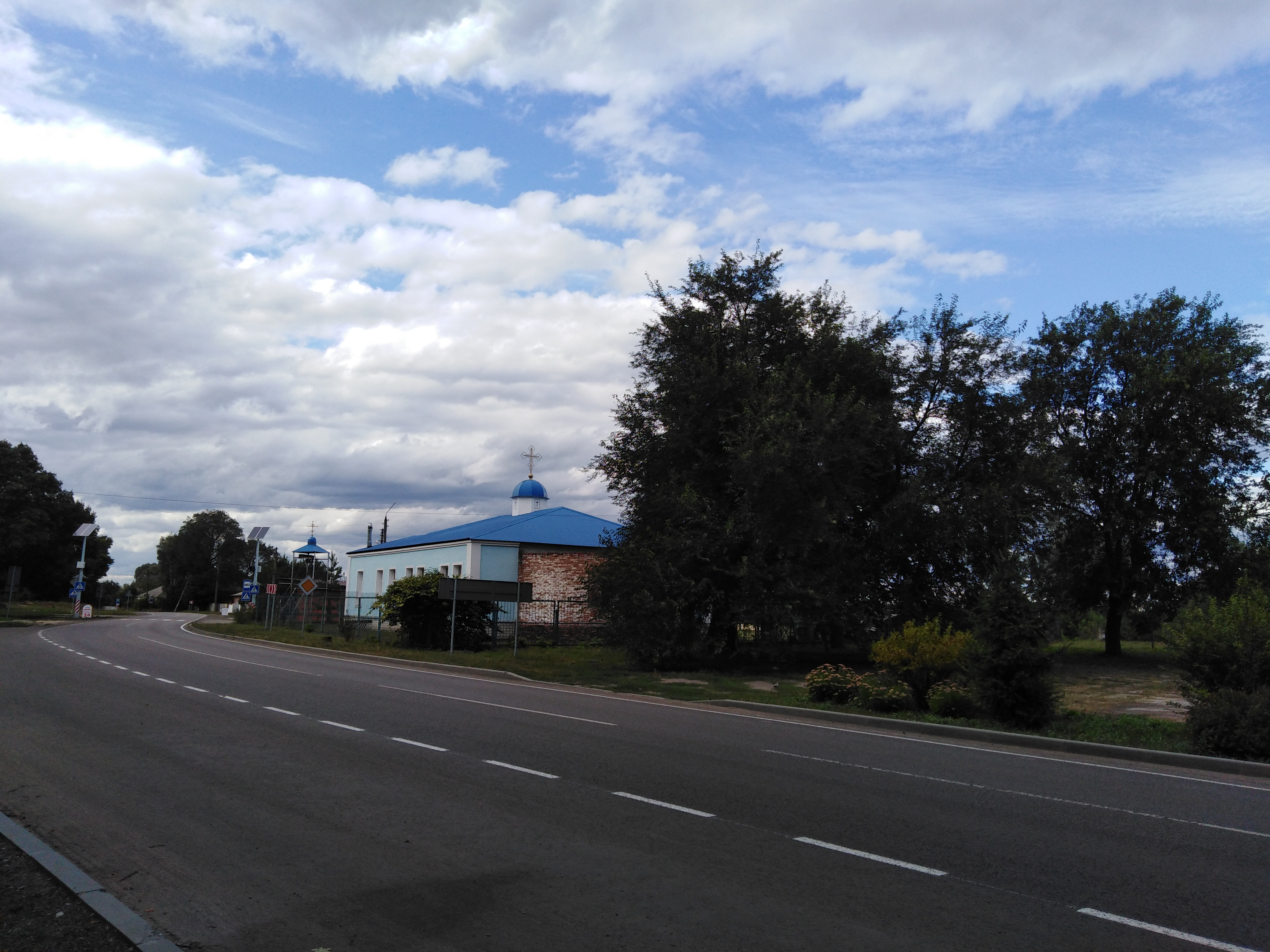
Вулиця Отакара Яроша. Церква Успіння пресвятої Богородиці

- Село засноване в 1660 році[2];
- Не пізніше 1660 — у Соколові побудована перша церква[3];
- З другої половини XVII століття до 1765 року Соколове — сотенний центр Харківського козацького слобідського полку. Містечко мало власну ратушу і власну символіку (печатку з зображенням хреста);
- 1682 — Соколівським сотником був Іван Петровський;
- В 1714, 1718, 1719 роках Соколове потерпало від нападів ватаг запорожців;
- 1717 — Соколове, та його мешканці, зазнали шкоди від харцизів;
- 1732 — Соколівським сотником був Іван Миколайович Жуков. Його ж брат Григорій Миколайович був священником в Успенській церкві;
- З 1765 року Соколове увійшов до складу Мереф'янського комісарства;
- За даними на 1779 рік Соколове — військова слобода Харківського повіту Харківського намісництва, що мала 1118 осіб населення (1017 «військових обивателів» і 101 «власницького підданого»);
- 1825 — за кошт парафіян, побудована нова кам'яна Архангело-Михайлівська (Архангельська) церква[3];
- 1831 — за кошт парафіян, побудована нова кам'яна Успенська церква[3];
- За даними на 1864 рік у казенному селі Зміївської волості Зміївського повіту мешкало 2965 осіб (1479 чоловічої статі та 1486 — жіночої), налічувалось 369 дворових господарств, існували 2 православні церкви, відбувалось 3 ярмарки на рік[4];
- Станом на 1914 рік село було центром окремої Соколівської волості, кількість мешканців села зросла до 4900 осіб[5];
- Парафіян у Лимані було:
  - 1730 рік — 780 чоловік., 712 жінок;
  - 1750 рік — 862 чоловік., 795 жінок;
  - 1770 рік — 1093 чоловік., 1077 жінок;
  - 1790 рік — 1399 чоловік., 1331 жінок;
  - 1810 рік — 1647 чоловік., 1582 жінок;
  - 1830 рік — 1592 чоловік., 1656 жінок;
  - 1850 рік — 1459 чоловік., 1558 жінок;
- В 1917 році в Соколове виникла місцева організація РСДРП, головою якої був обраний Іван Грінчин[6].
- Село постраждало внаслідок геноциду українського народу, вчиненого урядом СРСР у 1932—1933 роках, кількість встановлених жертв у Соколовому та Вилівці — 228 людей[7].
- 12 червня 2020 року, відповідно до Розпорядження Кабінету Міністрів України  № 725-р «Про визначення адміністративних центрів та затвердження територій територіальних громад Харківської області», увійшло до складу Зміївської міської громади.[8]
- 19 липня 2020 року, в результаті адміністративно-територіальної реформи та ліквідації Зміївського району, село увійшло до складу Чугуївського району Харківської області[9].

### Битва біля села Соколове
- У боях за оборону села проти німецько-нацистських військ прийняв бойове хрещення 1-й батальйон чехословацької армії. 8 березня — 9 березня 1943 року батальйон спільно з радянськими військами відбивав численні атаки танків і піхоти ворога. В ході бою було знищено близько 300 солдатів і офіцерів противника, 19 танків і 6 бронетранспортерів. Втрати батальйону склали 112 бійців і командирів загиблими, 106 — пораненими, зазнали втрат також радянські частини, що билися разом з чехословаками.
- За мужність і героїзм 84 бійця батальйону були нагороджені радянськими орденами і медалями. Поручнику Отакару Ярошу першому із іноземних громадян було присвоєно звання Героя Радянського Союзу (посмертно). Ще 87 бійців отримали чехословацькі ордени і медалі[10].

## Населення

### Мова
Розподіл населення за рідною мовою за даними перепису 2001 року:
| Мова            | Кількість | Відсоток |
| --------------- | --------- | -------- |
| українська      | 1328      | 90.71%   |
| російська       | 129       | 8.81%    |
| білоруська      | 5         | 0.34%    |
| польська        | 1         | 0.07%    |
| інші/не вказали | 1         | 0.07%    |
| Усього          | 1464      | 100%     |

## Економіка
- Молочнотоварна ферма.
- Мисливське господарство.
- Теплиці.
- Виробництво будівельних матеріалів.
- Виробництво деревної гранули.

## Об'єкти соціальної сфери
- Школа.
- Будинок культури.
- Музей бойового братерства.
- Храм Успіння Пресвятої Богородиці. Настоятель - протоієрей Михайло Шульга[12]

## Відомі люди
Уродженцями села є:
- Воронько Олександр Григорович (1917—1997) — льотчик-винищувач, Герой Радянського Союзу.
- Геращенко Володимир Федорович (1924—2002) — український художник театру.
- Голубєва Зінаїда Сергіївна (1924—2011) — український літературознавець та критик, доктор філологічних наук, заслужений професор Харківського університету.
- Міщенко Іван Васильович (1922—1987) — командир взводу, Герой Радянського Союзу.

## Галерея

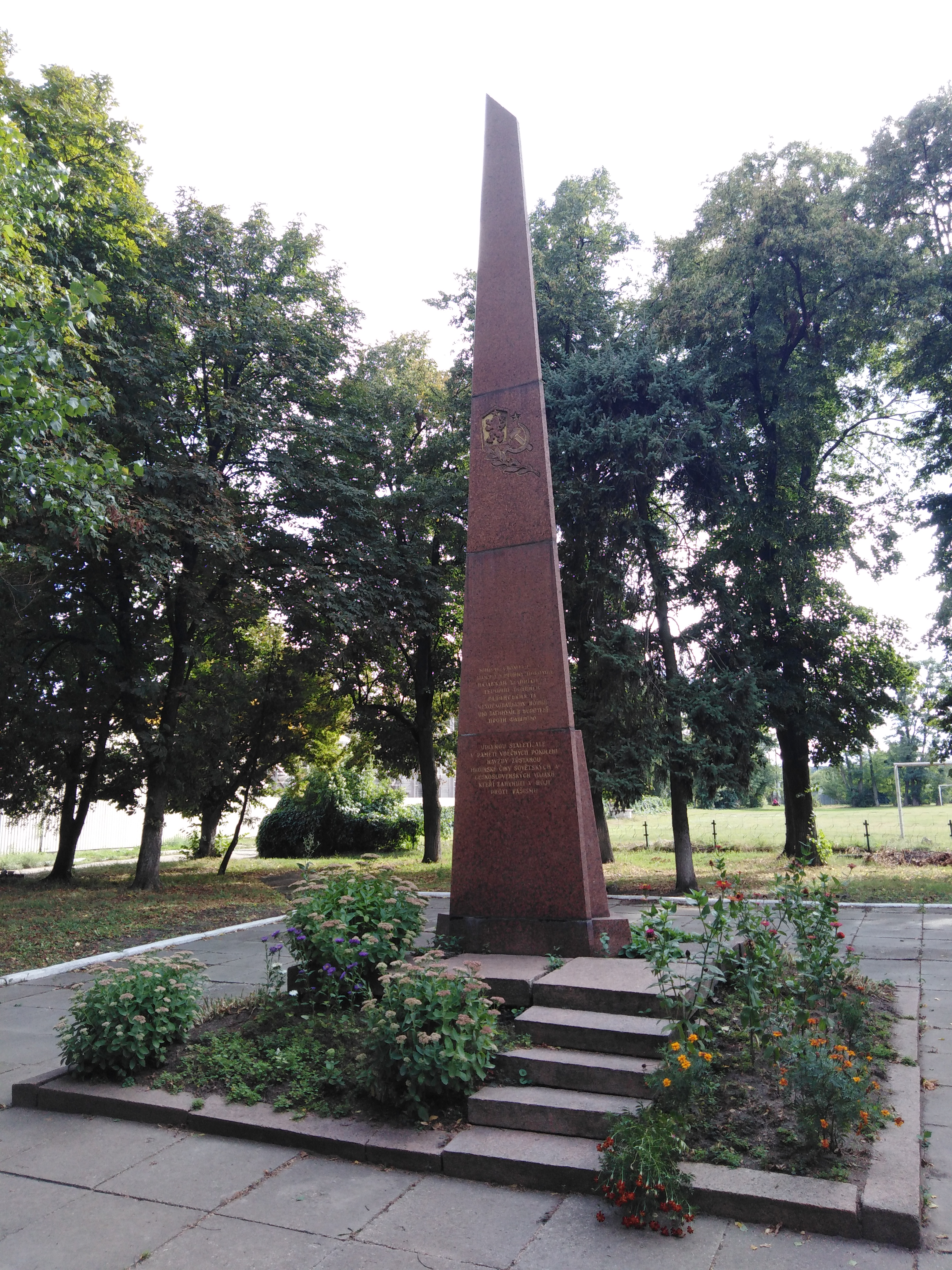
Братська могила радянських і чехословацьких воїнів
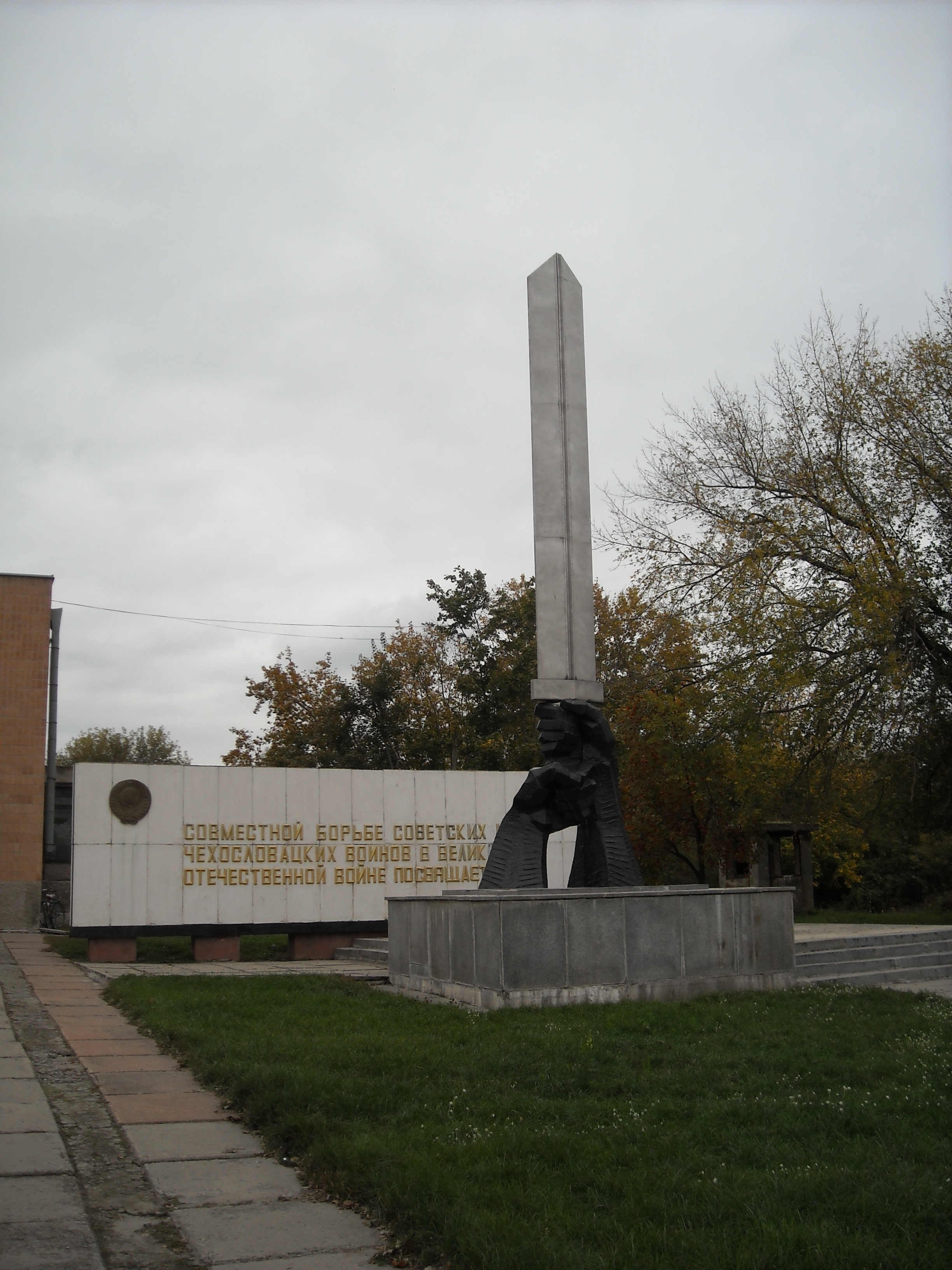
Пам'ятний знак, біля музею
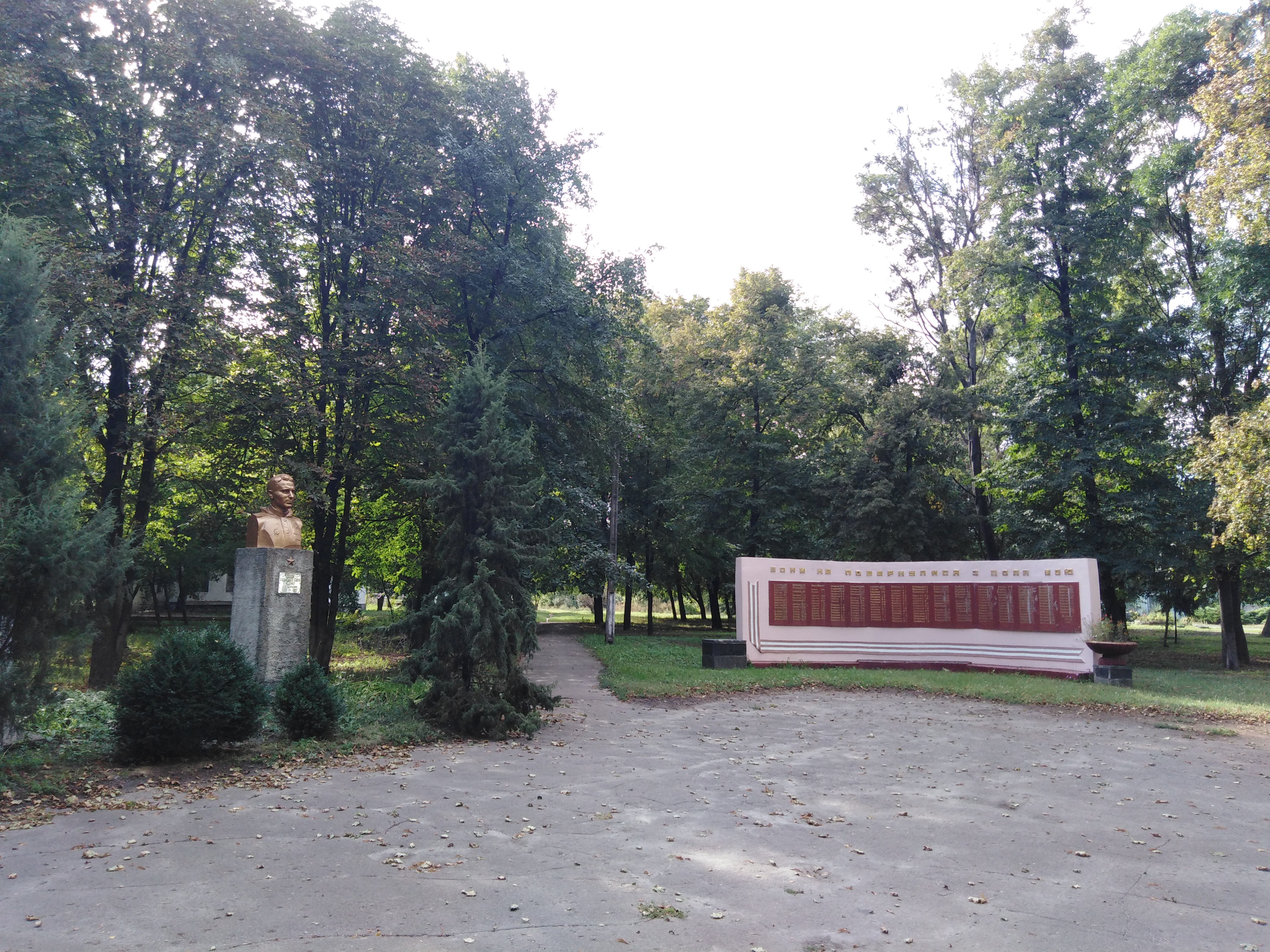
Пам'ятний знак, присвячений загиблим односельцям. Ліворуч від стіни розміщуються погруддя (на світлині погруддя Міщенка І. В.
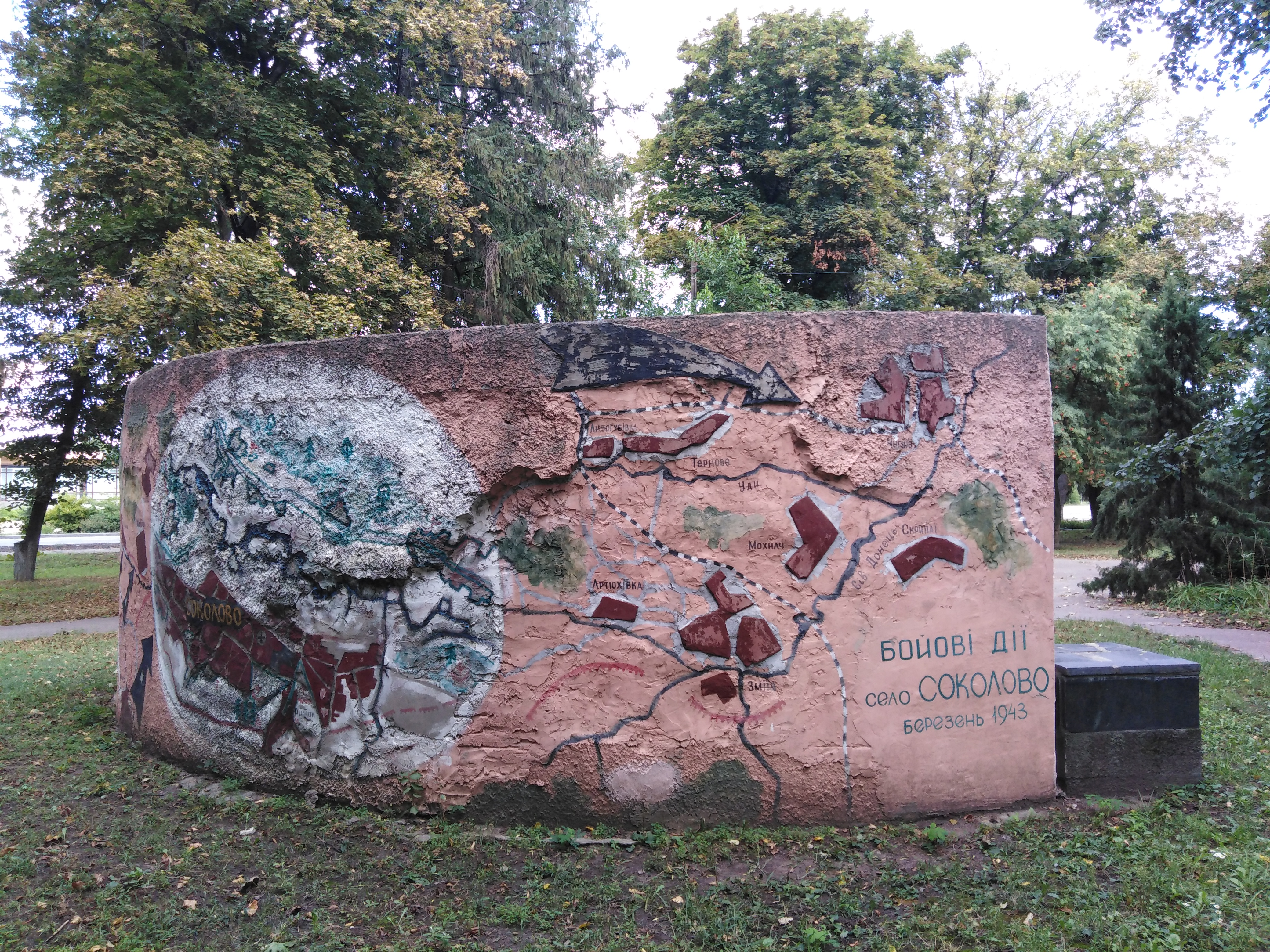
Пам'ятний знак, присвячений загиблим односельцям. Оборотна сторона, з натуралістичною мапою Битви біля села Соколове (березень 1943)
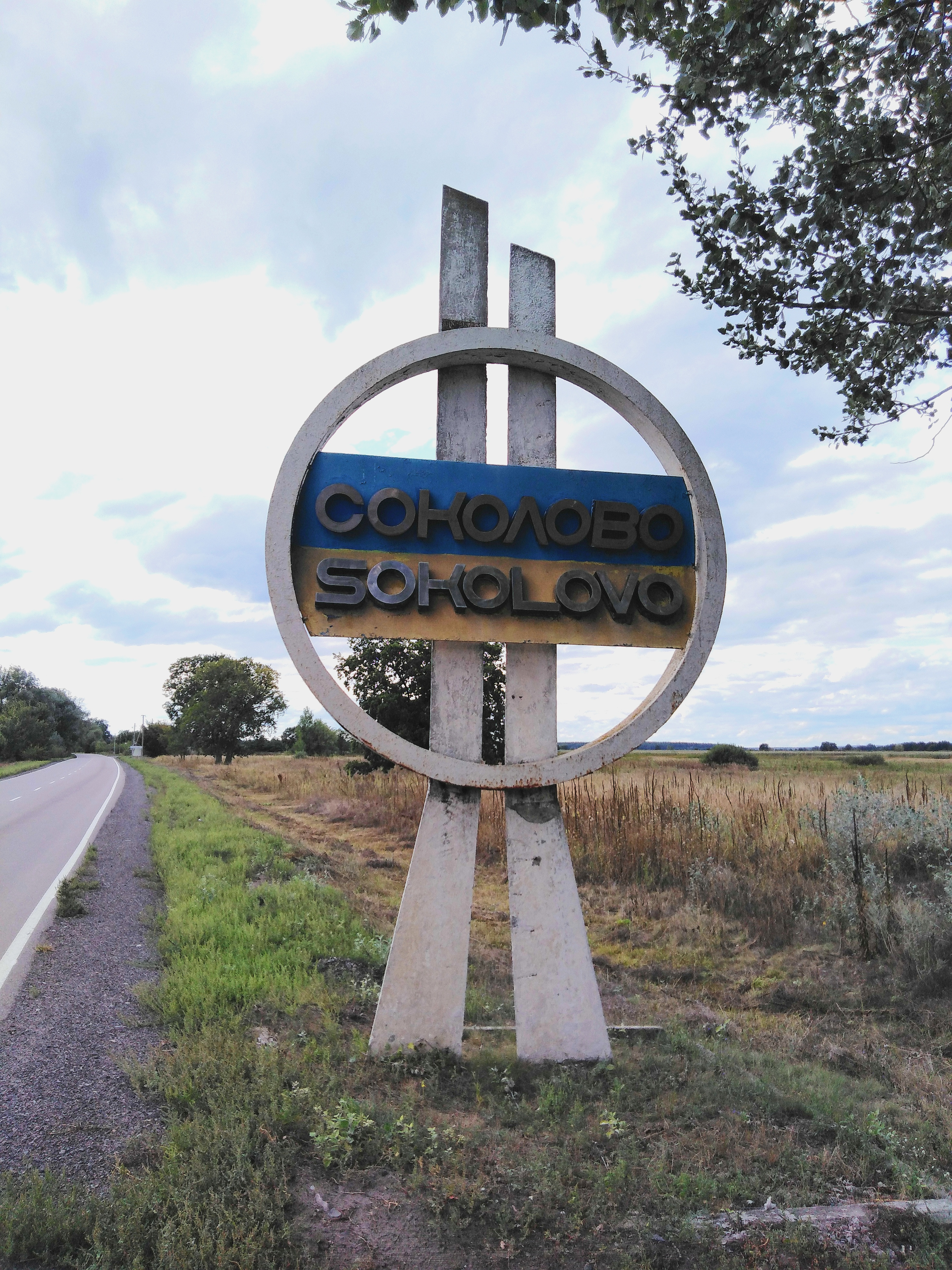
Дорожний вказівник, на автошляху з боку Водяхівки

## Рекомендована література
- Соколове. Інтернаціональний подвиг. Пам'ять назавжди. — Харків, 2014
- Історія міст і сіл Української РСР. Харківська область. — Київ, Головна редакція УРЕ АН УРСР, 1967
- Гумілевський Д. Г. (Филарет). Історико-статистичний опис Харківської єпархії. М., 1857—1859.
- Щелков К. П. Історична хронологія Харківської губернії — Харків, Університетська друкарня, 1882.
- Саяний М. І. Зміївщина Слобожанщини перлина — Зміїв, 2009.